# Патриархат (церковь)
Патриархат — термин, производный от патриарх; обозначает ту или иную поместную Церковь, первый епископ которой имеет означенный титул. В более узком смысле означает институт патриаршества или церковно-каноническую юрисдикцию того или иного патриарха.

## Титулярный патриархат (в Католической церкви)
Титулярный патриарх — титул католических епископов, которые имеют сан патриарха без соответствующей ему юрисдикции. Титулярный патриархат — термин, производный от титулярный патриарх; обозначает епархию, католический епископ которой имеет титул «титулярный патриарх». Титулярные патриархаты — епархии, получившие почётный титул патриархата по различным историческим причинам, но в настоящем времени не имеющие юрисдикции.

## Католические патриархаты
По состоянию на 2023 год в католицизме титул патриарха носят шесть предстоятелей восточнокатолических церквей и пять епископов латинского обряда (два из них — титулярные, при этом титулярный патриархат Западной Индии вакантен с 1963 года). Греко-мелькитский патриарх Антиохии является титулярным греко-мелькитским патриархом Александрии и Иерусалима и носит титул «Патриарх Антиохии, Александрии и Иерусалима».

### Патриархаты Восточнокатолических церквей
1. Патриархат Александрии Коптской (католический),
2. Антиохийский маронитский патриархат,
3. Мелькитская греко-католическая церковь (патриарх носит титул «Патриарх Антиохии, Александрии и Иерусалима»),
4. Сирийская католическая церковь,
5. Халдейский патриархат,
6. Патриархат Киликии Армянской (католический),
7. Титулярный греко-мелькитский патриархат Александрии (патриарх носит титул «Патриарх Антиохии, Александрии и Иерусалима»),
8. Титулярный греко-мелькитский патриархат Иерусалима (патриарх носит титул «Патриарх Антиохии, Александрии и Иерусалима»).

Есть также четыре верховных архиепископа, которые действуют как предстоятели автономных церквей sui iuris, но по историческим или процедурным причинам не являются патриархами. Верховный архиепископ, хотя он рангом и ниже патриарха Восточнокатолической церкви, во всех отношениях равен ему в правах. Единственное отличие состоит в том, что об избрании патриарха сообщается Папе как знак общения между равными, но избрание верховного архиепископа должно быть одобрено Папой. Верховные архиепископства: Сиро-малабарская католическая, Сиро-маланкарская католическая, Румынская грекокатолическая, Украинская грекокатолическая церкви.

### Патриархаты Римско-католической церкви
Патриархаты Римско-католической церкви латинского обряда:
1. Иерусалимский латинский патриархат (подотчетен дикастерии по делам Восточных Церквей),
2. Патриархат Венеции,
3. Патриархат Лиссабона,
4. Титулярный патриархат Западной Индии,
5. Титулярный патриархат Восточной Индии[англ.].

Патриархаты Венеции и Лассабона имеют статус патриархата традиционно, фактически являясь митрополиями.

## Православные патриархаты
Девять из нынешних автокефальных Восточных православных Церквей, включая четыре древних поместных церкви, Константинопольская, Александрийская, Антиохийская и Иерусалимская, организованы как патриархаты. Остальные пять в хронологическом порядке основания: Болгарский патриархат, Грузинский патриархат, Сербский патриархат, Московский патриархат и Румынский патриархат.
Антиохийский патриархат перенес свою штаб-квартиру из Антиохии в Дамаск в XIV веке, во время правления египетских мамлюков, завоевателей Сирии. Христианская община процветала в Дамаске с апостольских времен. Однако патриархат по-прежнему называется Антиохийским.

## Патриархаты в Древневосточных церквях

### В Древневосточных православных церквях
В рамках ориентального (нехалкидонского) христианства существует несколько патриархатов. К ним относятся четыре древние церкви: Коптская православная церковь, Иерусалимский патриархат Армянской апостольской церкви, Сирийская православная церковь и Константинопольский патриархат Армянской апостольской церкви. Были созданы два других патриархата: Эфиопская православная церковь и Эритрейская православная церковь.
Кроме того, существует ряд автокефальных церквей, которые функционируют как патриархаты, хотя и не используют этот титул: Индийская православная церковь (Маланкарская православная церковь), Эчмиадзинский католикосат Армянской апостольской церкви и Киликийский католикосат Армянской апостольской церкви.

### В Доэфесских церквях
- Ассирийская церковь Востока;
- Древняя Ассирийская церковь Востока.